# Francisco Muñoz del Monte
Francisco Muñoz del Monte (1798 o 1800 Santiago de los Caballeros, Santo Domingo-1868 Madrid, España) fue un político, abogado y poeta dominicano arraigado en Cuba y posterior mente en Madrid.
En 1825 publicó el periódico La Minerva en Santiago de Cuba. En 1840 se estableció en La Habana, donde ejerció la profesión de abogado.

## Biografía

### Biografía temprana
Muñoz del Monte provenía de una familia distinguida, siendo hijo de Andrés Muñoz Caballero y María Altagracia del Monte y Tejada. Junto a sus padres y hermanos, emigró a Santiago de Cuba en 1801 debido a la administración francesa en Santo Domingo. Después de la Guerra de la Reconquista, regresó a Santo Domingo acompañando a su padre, quien fue llamado para reorganizar la colonia.
En 1809 regresa a Santo Domingo, durante su estancia, Muñoz del Monte estudió en el Colegio Seminario, fundado por el sacerdote Pedro Valera y Jiménez en el Palacio Arzobispal, donde compartió amistad con el futuro poeta José María Heredia. Posteriormente en 1816, se trasladó a Santiago de Cuba para estudiar Derecho en el Seminario de San Basilio Magno, graduándose en Bachiller en leyes en la Real y Pontificia Universidad de San Gerónimo de La Habana en 1819.

### Carrera periodística y política
Muñoz del Monte incursionó en el periodismo como director de la revista  La Minerva (1821) y más tarde dirigió "Papel Oficial del Gobierno" en Santiago de Cuba. Su carrera periodística abarcó varias publicaciones en Cuba y España, incluyendo El Redactor, La época, y La América.
En 1836, fue elegido diputado a las Cortes de Madrid como representante de ultramar, pero su juramentación fue interrumpida por acontecimientos políticos en Santiago de Cuba, lo que marcó su involucramiento en eventos políticos y su exilio a España.
1848 tubo que fijar su residencia en Madrid por ser sospechoso en Cuba estando en España colaboró con La Revista de Ambos Mundos

### Vida personal y Legado
Muñoz del Monte contrajo matrimonio con María Caridad Justiz y Valiente, con quien tuvo dos hijas, María Altagracia Elodia y Adela. Destacó como miembro del partido Unión Liberal y fue elegido miembro de la Real Academia de la Historia en 1859.
Cómo curiosidad era Primo segundo de Domingo Del Monte al cual le escribió numerosas cartas.  
Falleció en Madrid el 23 de enero de 1864. Su legado incluye una extensa obra periodística y poética, siendo miembro activo en la lucha por las libertades y derechos en Cuba.

## Obras
Escuelas de Agricultura (1853)
Poesías (edición póstuma 1880)

## Poesía
La Mulata (1845)
Á Guadalupe
Consejo á Dolores
El Jueves santo
En un Álbum
Á Catalina, Romance
Á Mercedes
Mi cumpleaños
En la muerte de mi amigo y discípulo José María Heredia
Adán y Eva
A Gertrudis Gomez de Avellaneda
El Canto
La Rosa amarilla
El verano en la Habana
Á un amigo. Romance
Á la Condesa de Cuba. En la muerte de su padre
Las Bellas Artes
Dios es lo bello absoluto
Su retrato
La habanera